# Locomotora n.º 126 "José Manuel Balmaceda"
La locomotora Balmaceda era una maquinaria a vapor perteneciente a la Empresa de los Ferrocarriles del Estado que fue utilizada en trenes de pasajeros desde fines del siglo XIX. Inicialmente usada para el servicio en la segunda sección desde Santiago al Sur, terminó en la Maestranza Central de Ferrocarriles en San Bernardo como locomotora "de patio" luego de más de 35 años de servicio. Fue considerada la primera locomotora fabricada en Chile.

## Historia
Muy poco después de la creación de la Empresa de los Ferrocarriles del Estado, el Gobierno de Chile adquirió para ella seis locomotoras a vapor tipo 32 a la firma Lever, Murphy & Co. para aumentar sus maquinarias en el servicio de pasajeros. La propuesta ganada por la firma viñamarina consideraba la construcción de estas locomotoras en talleres nacionales, para ser entregadas en un plazo de 18 meses. Para esto fue necesario hacer considerables inversiones en maquinaria y mano de obra en la maestranza de Caleta Abarca, en vista a la posibilidad de fabricar otras 18 locomotoras en el corto plazo. La maestranza para este trabajo tomó como modelos los planos de Anselmo Moraga, ingeniero de la Maestranza de los Ferrocarriles del Estado, quien se basó en locomotoras norteamericanas.
La primera locomotora de este tipo fabricada fue la N° 126. Terminada el 13 de diciembre de 1887, se bautizó J. M. Balmaceda en honor al Presidente de la República en ejercicio, don José Manuel Balmaceda. Por ende, se convirtió en la primera locomotora adquirida por FF.CC. del E., ya que, las anteriores fueron traspasadas a la empresa desde los antiguos concesionarios de ferrocarriles. Las 5 locomotoras restantes del tipo 32 siguieron números de orden correlativos, y entregadas durante 1888. Su precio de contrato fue de 4112 libras esterlinas de la época, cada una. Todas ellas fueron las únicas tipo 32 construidas.
El Mercurio de Valparaíso y otras fuentes más, indican que la N°126 sería la primera locomotora construida en Chile, y en Sudamérica inclusive. Sin embargo, hay que tomar en cuenta que, el acero en forma de planchas se importó desde Inglaterra, el arrabio para colado desde Escocia, y que los ejes con las ruedas también fueron extranjeras. Además, la maestranza de Valparaíso, del ferrocarril entre Santiago y Valparaíso (FCSV), ya había armado varias locomotoras antes de la aparición de la N° 126. Pero esas locomotoras venían desarmadas en cajas desde Inglaterra, o bien, se fabricaron a partir de repuestos importados. De acuerdo a la propuesta original entregada por la empresa Lever Murphy a la Dirección General de los Ferrocarriles del Estado:
Los señores Lever Murphy i C.a ofrecen construir las 6 locomotoras por la suma de $ 242.550 pesos, y se comprometen a entregar dos en el plazo de 12 meses, dos en 16 meses, y las 2 restantes en los 18 meses indicados, y abonándoles la empresa $ 12.000 pesos mensuales desde la fecha de la escritura, y el saldo al completar la entrega de las 6 locomotoras. Las locomotoras serán construidas en el país, a excepción de las ruedas, lámparas y montaje de bronce del freno automático.
La locomotora prestó en un comienzo servicio en trenes para pasajeros entre Santiago y Talca. Con los años, y adquisición de nuevas locomotoras, fue desplazada a servicios especiales y ramales. En 1909 se vio involucrada en un severo accidente a la salida del túnel Las Palmas, cerca de El Salto, que la dejó parcialmente destruida. En esa ocasión la n° 126 chocó de frente con la locomotora n° 404, en pruebas por recientes reparaciones en la Fábrica de Caleta Abarca, dejando 2 personas muertas y 5 heridas. Se determinó que la n° 404 no tenía vía libre. Fue reparada por las maestranzas de ferrocarriles y quedó bastante modificada de su diseño original. En 1910 figuró en la Exposición Nacional de Industrias del Centenario realizada en Quinta Normal, Santiago. En ella la Empresa de los Ferrocarriles del Estado la expone a la cabeza de un tren de pasajeros como la primera locomotora nacional. En 1915 nuevamente se vio involucrada en un accidente donde explosionó su caldera. Finalmente la locomotora quedó en la maestranza San Bernardo y alrededor del año 1926 se destinó a "fierro viejo", es decir, quedó disponible para ser reciclada o vendida como chatarra.

## Descripción
La locomotora era una tipo 32. Tenía cuatro ejes, siendo dos acoplados y formando los otros dos un boje delantero. Las ruedas motrices acopladas tienen 1676 mm de diámetro y su trocha era también de 1676 mm. Los cilindros eran externos tipo americano y tenían 432 mm de diámetro por 609 mm de carrera. Su superficie de calefacción era 105 metros cuadrados, y además la superficie de parrilla era de 1.8 metros cuadrados. El peso de la locomotora en servicio, es decir, cargada sin ténder era de 41,7 toneladas. A su vez, el ténder tenía 4 ejes en dos bojes, y pesaba 29.8 toneladas. En la notación Whyte entonces esta locomotora, y todas las de su tipo, fueron 4-4-0 41.7/29.8.

## Locomotora homónima

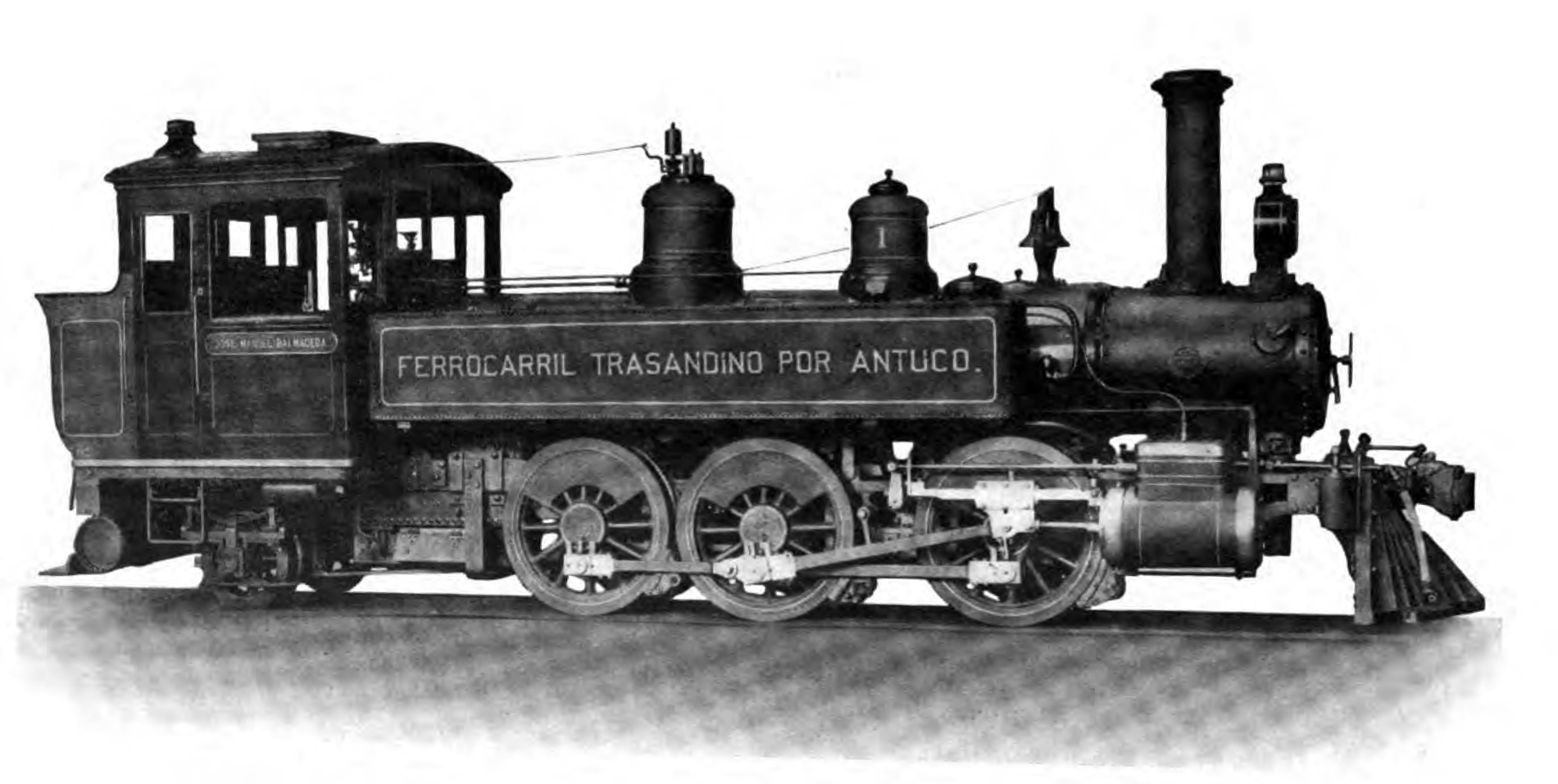
La locomotora n.º 1 del Ferrocarril Trasandino por Antuco, Chile, fabricada por Baldwin Locomotive Works en 1905.

La locomotora n.º 126 tipo 32 "José Manuel Balmaceda" fabricada por Lever, Murphy y Compañía, no debe confundirse con otra máquina de idéntico nombre que también corrió en Chile, perteneciente al Ferrocarril Trasandino por Antuco, luego Ramal Monte Águila - Polcura. Esta otra llevaba el número 1, era de procedencia estadounidense y fue construida por la empresa Baldwin Locomotive Works de Filadelfia en 1905. 
De acuerdo a las listas de pedidos y especificaciones de dicha fábrica, era la décima construcción 8-18-1/3-D; código de la Baldwin que alude su cantidad de ruedas, diámetro de cilindros, biseles y ejes acoplados. Este tipo de máquinas se usaban como "armadoras" o locomotoras tanque para maniobras de patio, aunque en Chile tuvo un uso distinto. De trocha métrica, su disposición motriz en la notación de White era de 0-6-2 sin ténder, tenía cilindros de 12 por 18 pulgadas, ruedas motrices de 44 pulgadas de diámetro, y un peso total 47.000 libras incluido su tanque para agua de 600 galones de capacidad. Su gemela fue la n.º 2 “José Ignacio Vergara”.